# Oryzorictes hova
Oryzorictes hova är en däggdjursart som beskrevs av Alfred Grandidier 1870. Oryzorictes hova ingår i släktet ristanrekar, och familjen tanrekar. IUCN kategoriserar arten globalt som livskraftig. Inga underarter finns listade i Catalogue of Life.
Arten förekommer på östra och norra Madagaskar. Den lever i kulliga områden och bergstrakter mellan 140 och 1990 meter över havet. Habitatet utgörs av fuktiga skogar, träskmarker, risodlingar, annan åkermark och av trädgårdar. Individerna lever delvis underjordiska.